# Таємниці Майка Тайсона
«Таємниці Майка Тайсона» (англ. Mike Tyson Mysteries) — американський анімаційний телесеріал для дорослих, який став першою співпрацею кінокомпаній Warner Bros. Animation і Williams Street. Прем'єра відбулася 27 жовтня 2014 року на каналі Adult Swim. Серіал показує Майка Тайсона, який розгадує таємниці, у стилі «I Am the Greatest: The Adventures of Muhammad Ali», «Scooby-Doo», «Jonny Quest» і «Mister T». 10 грудня 2014 року Adult Swim продовжив серіал на другий сезон, прем'єра якого відбулася 1 листопада 2015 року. Прем'єра третього сезону відбулася 14 травня 2017 року, а четвертий і останній сезон показали 30 червня 2019 — 16 лютого 2020 року.
Під час інтерв'ю в травні 2020 року сценарист Ларрі Дорф розповів, що серіал не було продовжено, і четвертий сезон буде його останнім. Починаючи з 2024 року Adult Swim повторно транслює мультсеріал.

## Синопсис
Серіал розповідає про вигадані пригоди боксера-актора Майка Тайсона, привида маркіза Квінсберрі, названої дочки Тайсона, Юнг Хі, та балакучого голуба-алкоголіка, які розгадують таємниці по всьому світу. Стиль шоу значною мірою запозичено з фільму «Містер Ті», створеного Ruby-Spears у 1983—1986 роках, з актором-борцем Лоуренсом Тюро, а також постановок Hanna-Barbera 1970-х років, таких як «Скубі-Ду, де ти!» і «The Funky Phantom». Серіал, орієнтований на набагато старшу демографічну групу, ніж ці мультфільми, орієнтовані на дітей, містить мову та поняття для дорослих, як у «Сім'янин», «Південний парк» та багатьох інших шоу Adult Swim. Хоча кожен епізод містить таємницю як механізм обрамлення, вони часто повністю ігноруються, тоді як сюжет приймає зовсім інший (і часто дивний) напрямок, оскільки таємниці зрідка розкриваються, а епізоди іноді закінчуються кліфгенгерами, які ніколи не розкриваються.

## Персонажі

### Головні
- Майк Тайсон (озвучений ним самим) — головний герой серіалу. Майк Тайсон — боксер у відставці, який тепер розгадує таємниці. Його зображують таким, що втратив зв'язок із реальністю, плутає шахового гросмейстера з Великим магом (Grand Wizard) Ку-клукс-клану або Ілона Маска з Елтоном Джоном, вважаючи, що двійковий код вимовляється як «О-о-о», їсть шкідливу їжу, не усвідомлюючи, що він на дієті. Він має репутацію людини, яка робить незвичайні речі, як-от приймає вівсяну ванну з вареною вівсянкою, має домашнього ведмедя гризлі та використовує комарів, щоб допомогти йому спати, а також неправильно вимовляє імена багатьох інших персонажів, навіть називаючи свою власну дочку Янг або Ї замість Юнг Хі. Майк Тайсон також з'являється особисто під час прикінцевих титрів.
- Голуб (озвучений Нормом Макдональдом) — сексуально розбещений алкоголік, саркастичний голуб. Він колишня людина, якого колишня дружина перетворила на голуба як прокляття за зраду. Пізніше з'ясувалося, що його справжнє ім'я — Річард, хоча всі досі звуть його Голубом; пізніше стало відомо, що його повне ім'я — Річард Піджен. Піджена не люблять Маркіс і Юнг Хі, але Тайсон, здається, не помічає його огидної натури. Піджен є біологічним батьком Юнг Хі після стосунків на одну ніч, хоча Піджен тримає цю інформацію при собі, дізнавшись її після того, як побачив, наскільки близькі Майк і Юнг Хі.
- Юнг Хі Тайсон (озвучена Рейчел Рамрас) — названа дочка Майка. Народивши у 1998 році, рідна мати залишила Юнг Хі на порозі Майка, коли вона була немовлям. Головний повторюваний гег в серіалі полягає в тому, що Юнг Хі неодноразово приймають за хлопчика.
- Маркіз Квінсберрі (озвучений Джимом Рашем) — покійний справжній батько сучасного боксу, Джон Дуглас, маркіз Квінсберрі, алкоголік і яскравий привид, який дає Майку інтелектуальні поради. Частина імені Маркіз вимовляється як «Маркус» і перекладається так, ніби це його справжнє ім'я, а не титул.
- Дізі (озвучений Чаком Дізі; основна роль у 4 сезоні, повторювана — сезони 1-3) — агент Майка Тайсона, якого він іноді намагається звільнити, але виявляється нездатним через страх прямого зіткнення.

### Повторювані
- Берт (озвучений Г'ю Девідсоном) — водій лімузина в Нью-Йорку, який постійно нецензурно лається.
- Керол (озвучена Джилл Метсон-Сачофф) — короткострокова дружина Майка.
- Джилліан Девіс (озвучена Шеріл Гайнс) — світська левиця з Ньюпорт-Біч.
- Террі (озвучений Рісом Дарбі) — добродушний новозеландець, який доглядає за басейном Майка.
- Максін (озвучена Рейчел Гарріс) — власниця антикварного магазину «Не суди про книгу» та довірена особа Маркіза.
- Делвін (озвучений Девідом Гоффманом або Ларрі Дорфом) — лагідний менеджер супермаркету Munn's.
- Гарольд Федер (озвучений Кевіном Руфом) — адвокат Майка та хрещений батько Юнг Хі.

## Епізоди
| Сезони | Епізоди | Прем'єрний показ | Прем'єрний показ |
| Сезони | Епізоди | Початок          | Завершення       |
| ------ | ------- | ---------------- | ---------------- |
| 1      | 10      | 27 жовтня 2014   | 8 лютого 2015    |
| 2      | 20      | 1 листопада 2015 | 12 червня 2016   |
| 3      | 20      | 14 травня 2017   | 13 травня 2018   |
| 4      | 20      | 30 червня 2019   | 16 лютого 2020   |

## Домашні ЗМІ
Перший сезон був випущений на DVD 20 жовтня 2015 року компанією Warner Bros. Home Entertainment. Другий сезон був випущений на DVD 27 вересня 2016 року виключно через онлайн-магазини Warner і Amazon.com.

## Сприйняття
Серіал отримав загалом позитивні відгуки критиків. Перший сезон шоу має 82 % результатів на Rotten Tomatoes на основі 11 рецензій із середнім рейтингом 7,5/10, причому консенсус на сайті стверджує: «Запаморочливий вир скромних і висококонцепційних „Таємниць Майка Тайсона“ повинен більш ніж задовольнити шанувальників фірмового поєднання анімаційної дурниці Adult Swim». На Metacritic сезон отримав 75 балів зі 100 на основі 6 відгуків, що вказує на «загалом схвальні» відгуки.

## Скасування
У травні 2020 року в подкаст-інтерв'ю письменник Ларрі Дорф підтвердив, що четвертий сезон шоу буде останнім, хоча Девідсон, Рамрас і Дорф продовжать спільну роботу над новим проєктом для Warner Bros.

## Міжнародний випуск
У Канаді «Таємниці Майка Тайсона» були ексклюзивно доступні на Netflix до 30 червня 2022 року.